# 大津レイクランダース
大津レイクランダース（おおつレイクランダース）は、1984年創部で、JPFF、京都グラスリーグ所属のアメリカンフットボールチーム。チーム名の由来は湖国の人。略称はOL、LL、琵琶湖など。

## 歴史
湖南地域初のアメフトチームとして結成。最初はメンバー集め、道具集めと苦労が絶えなかった。
1985年には現X3所属三重ファイアーバードと試合を行い、1986年には西日本オープントーナメントに初出場。この年大津市体育協会へも加入した。また、1987年には初の県体出場で八日市スーパースターズに勝利。そして、1987年に行われた第一回八日市ボウルで湖北ファイニーズ（現エレコム神戸ファイニーズ）と戦う。その後もびわこボウル出場など、公式試合にでられるようになった。
1993年には京都グラスリーグに準加盟（翌年正式加盟）し、県体・びわこボウル・リーグ戦と、年間を通して試合のできるチームとなり、リーグ戦上位に食い込めるようなチームとなった。
| スタブアイコン | サブスタブ | この項目は、まだ閲覧者の調べものの参照としては役立たない、スポーツに関連した書きかけの項目です。この項目を加筆・訂正などしてくださる協力者を求めています（P:スポーツ/PJ:スポーツ）。 |